# Anochetus myops
Anochetus myops är en myrart som beskrevs av Carlo Emery 1893. Anochetus myops ingår i släktet Anochetus och familjen myror. Inga underarter finns listade i Catalogue of Life.